# Axia vaulogeri
Axia vaulogeri is een vlinder uit de familie van de Axiidae. De wetenschappelijke naam van de soort is voor het eerst geldig gepubliceerd in 1892 door Staudinger.